# Tennislife Cup 2010
Il Tennislife Cup 2010 è un torneo professionistico di tennis maschile giocato sulla terra rossa, che faceva parte dell'ATP Challenger Tour 2010. Si è giocato a Napoli in Italia dal 27 settembre al 3 ottobre 2010.

## Partecipanti

### Teste di serie
| Nazionalità | Giocatore            | Ranking* | Testa di serie |
| ----------- | -------------------- | -------- | -------------- |
| Italia      | Potito Starace       | 50       | 1              |
| Italia      | Fabio Fognini        | 68       | 2              |
| Portogallo  | Frederico Gil        | 84       | 3              |
| Italia      | Filippo Volandri     | 97       | 4              |
| Spagna      | Pablo Andújar        | 105      | 5              |
| Spagna      | Albert Ramos Viñolas | 110      | 6              |
| Italia      | Paolo Lorenzi        | 111      | 7              |
| Italia      | Simone Bolelli       | 116      | 8              |

- Ranking al 20 settembre 2010.

### Altri partecipanti
Giocatori che hanno ricevuto una wild card:
- Alberto Brizzi
- Enrico Fioravante
- Fabio Fognini
- Potito Starace

Giocatori passati dalle qualificazioni:
- Andrea Arnaboldi (Lucky Loser)
- Farruch Dustov
- Boris Pašanski
- Aldin Šetkić
- Luca Vanni

## Campioni

### Singolare
Fabio Fognini ha battuto in finale  Boris Pašanski con il punteggio di 6–4, 4–2, ritiro.

### Doppio
Daniel Muñoz de la Nava /  Simone Vagnozzi hanno battuto in finale  Andreas Haider-Maurer /  Bastian Knittel con il punteggio di 1–6, 7–6(5), [10–6]